# Бхавабхуті
Бхавабхуті (гінді Bhavabhuti; VIII в) — давньоіндійський санскритський драматург, що займає в індійській традиції друге місце після Калідаси. з творів Бхавабхуті збереглися драми «Життя великого героя» і «Подальше життя Рами» на сюжет «Рамаяни», а також комедія «Малатімадхава» на сюжет з сучасної автору.